# Wijken en buurten in Venlo
De Nederlandse gemeente Venlo is voor statistische doeleinden onderverdeeld in wijken en buurten. De gemeente is verdeeld in de volgende statistische wijken:
- Wijk 00 Blerick-stad (CBS-wijkcode:098300)
- Wijk 01 Venlo-stad (CBS-wijkcode:098301)
- Wijk 02 Blerick-randgebied (CBS-wijkcode:098302)
- Wijk 03 Venlo-randgebied (CBS-wijkcode:098303)
- Wijk 04 Tegelen (CBS-wijkcode:098304)
- Wijk 05 Geloo-Belfeld (CBS-wijkcode:098305)

Een statistische wijk kan bestaan uit meerdere buurten. Onderstaande tabel geeft de buurtindeling met kentallen volgens het Centraal Bureau voor de Statistiek (2008):
| CBS-buurtcode | Buurtnaam                                                                                           | Inwonertal | Opp. totaal (ha) | Opp. land (ha) | Ligging                |
| ------------- | --------------------------------------------------------------------------------------------------- | ---------- | ---------------- | -------------- | ---------------------- |
| BU09830000    | Blerick-Centrum                                                                                     | 2270       | 62               | 54             | Locatie in de gemeente |
| BU09830001    | Sint-Annakamp (Zonneveld en Molenbossen)                                                            | 3210       | 76               | 69             | Locatie in de gemeente |
| BU09830002    | Hazenkamp                                                                                           | 2920       | 56               | 56             | Locatie in de gemeente |
| BU09830003    | Vastenavondkamp ('t Cour)                                                                           | 3960       | 67               | 67             | Locatie in de gemeente |
| BU09830004    | Ubroek (Horsterweg, Venlo Trade Port en Kazernekwartier)                                            | 760        | 1911             | 1867           | Locatie in de gemeente |
| BU09830005    | Smeliënkamp (Hof van Blerick)                                                                       | 2660       | 48               | 48             | Locatie in de gemeente |
| BU09830006    | Vossener                                                                                            | 3970       | 60               | 60             | Locatie in de gemeente |
| BU09830007    | Meuleveld                                                                                           | 830        | 52               | 48             | Locatie in de gemeente |
| BU09830008    | Klingerberg                                                                                         | 4210       | 121              | 121            | Locatie in de gemeente |
| BU09830100    | Centrum-Venlo Kloosterkwartier, Rosariumbuurt, en Q4)                                               | 2280       | 66               | 59             | Locatie in de gemeente |
| BU09830101    | Hogekamp                                                                                            | 1790       | 37               | 37             | Locatie in de gemeente |
| BU09830102    | Leutherberg                                                                                         | 2800       | 58               | 58             | Locatie in de gemeente |
| BU09830103    | Vogelhut (Bloemenbuurt)                                                                             | 1530       | 69               | 69             | Locatie in de gemeente |
| BU09830104    | Genooi                                                                                              | 3190       | 220              | 207            | Locatie in de gemeente |
| BU09830105    | Meeuwbeemd                                                                                          | 6100       | 105              | 102            | Locatie in de gemeente |
| BU09830106    | Stalberg (Groenveld en Vinckenbosje)                                                                | 8550       | 271              | 271            | Locatie in de gemeente |
| BU09830107    | Sinselveld (Maaswaard)                                                                              | 2980       | 62               | 59             | Locatie in de gemeente |
| BU09830108    | Hagerhof                                                                                            | 3590       | 102              | 91             | Locatie in de gemeente |
| BU09830109    | Hagerbroek                                                                                          | 2420       | 47               | 47             | Locatie in de gemeente |
| BU09830200    | Hout-Blerick (Op de Leues, 't Brookerveld, 't Brook, De Luien Hook, 't Laorbrook en Watermeulehook) | 1920       | 418              | 408            | Locatie in de gemeente |
| BU09830201    | Boekend                                                                                             | 730        | 627              | 627            | Locatie in de gemeente |
| BU09830300    | Veegtes                                                                                             | 200        | 123              | 123            | Locatie in de gemeente |
| BU09830301    | Het Ven                                                                                             | 1470       | 167              | 167            | Locatie in de gemeente |
| BU09830302    | Herungerberg                                                                                        | 590        | 116              | 116            | Locatie in de gemeente |
| BU09830303    | Venkoelen                                                                                           | 680        | 397              | 393            | Locatie in de gemeente |
| BU09830304    | Grote en Kleine Heide                                                                               | 440        | 577              | 577            | Locatie in de gemeente |
| BU09830305    | Jammerdaal (Onderste en Bovenste Molen)                                                             | 320        | 207              | 204            | Locatie in de gemeente |
| BU09830306    | Wijlrehof                                                                                           | 100        | 90               | 90             | Locatie in de gemeente |
| BU09830400    | Centrum-Tegelen (Maasveld I)                                                                        | 5310       | 126              | 120            | Locatie in de gemeente |
| BU09830401    | Oud-Steyl                                                                                           | 2160       | 119              | 105            | Locatie in de gemeente |
| BU09830402    | Windhond                                                                                            | 1790       | 137              | 136            | Locatie in de gemeente |
| BU09830403    | Sint Josephparochie (Maasveld II)                                                                   | 4350       | 148              | 144            | Locatie in de gemeente |
| BU09830404    | Op de Heide (Egypte)                                                                                | 4290       | 465              | 464            | Locatie in de gemeente |
| BU09830405    | Nieuw-Steyl (Nabben)                                                                                | 2050       | 45               | 45             | Locatie in de gemeente |
| BU09830500    | Geloo                                                                                               | 150        | 97               | 97             | Locatie in de gemeente |
| BU09830501    | Belfeld                                                                                             | 5010       | 270              | 252            | Locatie in de gemeente |
| BU09830508    | Verspreide huizen Kerkberg en Rijksstraatweg, ook wel Bolleveld genoemd (Het Broek en Bolenberg)    | 100        | 61               | 54             | Locatie in de gemeente |
| BU09830509    | Overige verspreide huizen Belfeld                                                                   | 200        | 959              | 950            | Locatie in de gemeente |